# Madame Parkington
Pour plus de détails, voir Fiche technique et Distribution.
Madame Parkington (Mrs. Parkington) est un film américain réalisé par Tay Garnett, sorti en 1944. Il s'agit de l'adaptation du roman Mrs Parkington de Louis Bromfield.

## Synopsis
Le roman raconte l'histoire de Mrs Parkington, une vieille femme aisée qui doit encore s'occuper, malgré son grand âge, de gérer les problèmes causés par les différents membres de sa famille.

## Fiche technique
- Titre : Madame Parkington
- Titre original : Mrs. Parkington
- Réalisation : Tay Garnett
- Scénario : Robert Thoeren (en) et Polly James (en) d'après le roman de Louis Bromfield
- Production : Leon Gordon pour la MGM
- Photographie : Joseph Ruttenberg
- Musique : Bronislau Kaper
- Décors : Randall Duell et Cedric Gibbons
- Costumes : Valles et Adrian
- Montage : George Boemler
- Pays de production : États-Unis
- Langue : anglais
- Format : Noir et blanc - Son : Mono (Western Electric Sound System)
- Genre : Drame romantique
- Durée : 124 minutes
- Date de sortie : 12 octobre 1944 première New York (États-Unis)

## Distribution
- Greer Garson : Susie 'Sparrow' Parkington
- Walter Pidgeon : Major Augustus 'Gus' Parkington
- Edward Arnold : Amory Stilham
- Agnes Moorehead : Baronne Aspasia Conti
- Cecil Kellaway : Edward - Prince de Galles
- Gladys Cooper : Alice - Duchesse de Brancourt
- Frances Rafferty : Jane Stilham
- Tom Drake : Ned Talbot
- Peter Lawford : Lord Thornley
- Dan Duryea : Jack Stilham
- Hugh Marlowe : John Marbey
- Selena Royle : Mattie Trounsen
- Fortunio Bonanova : Signor Cellini
- Lee Patrick : Madeleine Parkington Swann
- Tala Birell : Lady Nora Ebbsworth
- Helen Freeman : Helen Stilham
- Mary Servoss : Mme Graham

Acteurs non crédités
- William Bailey : Musicien au bal
- Charles Coleman : Serveur au bal
- Marcelle Corday : Mme de Thèbes
- Edward Fielding : Révérend Pilbridge
- Robert Greig : M. Orlando
- Mahlon Hamilton : Musicien au bal
- Howard C. Hickman : Dr Herrick
- Alma Kruger : Mme Jacob Livingstone
- Dorothy Phillips
- Wyndham Standing : Majordome

## Prix et distinctions
- 2e cérémonie des Golden Globes :
  - Golden Globe de la meilleure actrice dans un second rôle pour Agnès Moorehead

- 17e cérémonie des Oscars :
  - Nommée à l'Oscar de la meilleure actrice pour Greer Garson
  - Nommée à l'Oscar de la meilleure actrice dans un second rôle pour Agnès Moorehead